# Anișoara Sorohan
Anișoara Sorohan, född den 9 februari 1963 i Târgu Frumos i Rumänien, är en rumänsk roddare.
Hon tog OS-brons i scullerfyra i samband med de olympiska roddtävlingarna 1988 i Seoul.